# Костромская область

Физическая карта Костромской области

Костромска́я о́бласть — субъект Российской Федерации, входит в Центральный федеральный округ.
Административный центр — Кострома. Другие крупнейшие города области — Шарья, Буй, Нерехта, Галич, Волгореченск, Мантурово.
Территория области составляет 60 211 км². Численность населения — 560 825 чел. (2025). Городское население — 71,9 % (2017). Наименьший по численности населения, второй по территории, самый северный и самый восточный регион в своём федеральном округе.

## Физико-географическая характеристика

### География
Костромская область расположена в центре Европейской части России. Протяжённость с севера на юг — 260 км, с юго-запада на северо-восток — 420 км. По размеру территории чуть меньше Латвии или Литвы. Граничит на севере — с Вологодской областью, на юге — с Ивановской и Нижегородской областями, на западе — с Ярославской, на востоке — с Кировской областью.

### Климат
Климат — умеренно континентальный с холодными зимами и тёплым летом.
Климат области умеренный континентальный. Средние температуры января от −11,9°С на юго-западе (Кострома, Нерехта, Волгореченск, Красное-на-Волге) до −14,0°С на северо-востоке (Павино, Боговарово, Вохма); июля от +17,0°С на северо-западе (Солигалич) до +18,5°С (Островское, Кадый, Судиславль); апреля от +2,0°С до +3,5°С; октября от +1,5°С до +3,0°С. Среднегодовая температура от +1,5°С на северо-востоке (Боговарово) до +3,0°С на юго-западе (Кострома, Нерехта, Волгореченск, Красное-на-Волге). Абсолютный максимум температуры воздуха +37°С, абсолютный минимум −53°С (Солигалич). Количество осадков: от 530 мм/год на северо-востоке и севере (Боговарово, Вохма, Солигалич) до 600 мм/год на западе (Буй), с максимумом в летний период и минимумом — в зимний. Количество осадков преобладает над испарением. Вегетационный период — 110—140 дней. Суммы температур вегетационного периода от 1600°С до 1900°С. Безморозный период продолжается от 100 дней на севере до 130 дней на юге. Снежный покров держится в среднем 150—155 дней. Средняя дата появления снежного покрова — конец октября, средняя дата разрушения снежного покрова — середина апреля. Максимальная толщина снежного покрова достигает в феврале-марте 55-80 см. Среднее количество солнечных дней в году — 124. Летом преобладающее направление ветра северо-западное, зимой — юго-западное. Средняя скорость ветра 4,0 м/с.
Время начала ледостава на реках — начало ноября, время вскрытия — конец марта — начало апреля. Толщина льда к концу зимы достигает 60 см. Ледоход длится 3-6 дней.

### Рельеф
Область находится в пределах моренно-холмистой, местами заболоченной равнины. На западе — Костромская низменность, в центральной части — Галичско-Чухломская возвышенность (высота до 292 м). Вдоль нижнего течения р. Унжа — Унженская низменность. На севере — возвышенность Северные Увалы.

### Геологическое строение
Территория Костромской области находится на северо-восточном замыкании Московской синеклизы, ось которой протягивается в широтном направлении через центральную часть области по линии Галич-Шарья.
В пределах области известны образования архейского, протерозойского, палеозойского, мезозойского и кайнозойского возраста. Мощность осадочного чехла достигает 2200—2900 м.
На размытой поверхности дочетвертичных отложений (верхняя пермь, нижний триас, средняя и верхняя юра и нижний мел) комплекс четвертичных отложений, к которым приурочено большинство разведанных месторождений строительных материалов.

### Водные ресурсы
По территории области протекает 2632 реки протяжённостью до 10 км, 535 рек протяжённостью более 10 км, 22 реки протяжённостью более 100 км. Важнейшие реки края — Волга, а также входящие в её бассейн реки Кострома, Унжа, Ветлуга. Протяжённость Волги (участок Горьковского водохранилища) на территории области составляет 89 км. Крупнейшие озёра Костромской области — Галичское и Чухломское. Водные ресурсы поверхностных водных объектов составляют 50,7 км³.

### Полезные ископаемые
Центральная часть области от её южной границы до истоков р. Унжи и р. Межи представлена глинами, мергелями, алевритами и песками. В долинах рек (Унжа, Нея и др.) имеются выходы фосфоритов, горючих сланцев и глин. Доломиты и известняки близко к поверхности залегают лишь на одном, очень ограниченном участке — по оси Солигаличской структуры, представляющей собой пологое, вытянутое с ЮЗ на СВ. К этим отложениям приурочены месторождения карбонатных пород: Бединское, Заяцкое, Туровское. Для строительных промышленных материалов практический интерес представляют глины келловейского-кимерджского ярусов, которые могут использоваться в производстве минеральной ваты и грубой керамики. Отдельные наиболее выдержанные по качеству разности готерив-барремских глин пригодных для производства керамзита. Малослюдистые аптские пески в Костромском и Галичском районах пригодны для использования в формовочном производстве. Основные значения для промышленности строительных материалов имеют покровные суглинки, которые являются основным сырьём для производства кирпича.

### Растительный и животный мир
Лесопокрытая площадь территории области составляет в среднем около 62 %. Наиболее богаты лесами северные и северо-восточные районы, где лесистость доходит до 72,5 %. Древесные породы, определяющие фон растительного покрова области, являются хвойные ель и сосна. В настоящее время в лесах области хвойные породы занимают 49,5 % и лиственные — 50,5 % древостоя. Из хвойных пород 27,2 % приходится на ель и 22,3 % на сосну. Из лиственных пород 41,4 % — берёза, и 9,1 % на осину и другие лиственные породы. Флора Костромской области содержит в настоящее время 1759 видов растений. Также насчитывается 94 интродуцированных и 46 заносных видов. Флора Костромской области насчитывает 7 видов, занесённых в Красную книгу Российской Федерации: 6 видов семейства орхидные и 1 вид лишайника. К настоящему число изученных позвоночных животных на территории Костромской области составляет 366 видов, в том числе млекопитающих — 56, птиц — 251, рыб — 41, круглоротых — 1, амфибий — 11, рептилий — 6. Мир насекомых насчитывает около 3 тыс. видов. На территории Костромской области встречается 21 вид позвоночных животных, занесённых в Красную книгу Российской Федерации.

### Крайние точки
Крайняя северная точка области находится на территории Вохомского района на границе с Вологодской областью. Самым северным населённым пунктом является посёлок Талица. Примерные координаты точки — 59°37'30" N, 46°47'45" E. Также является самой северной точкой Центрального федерального округа. 
Крайняя южная точка области находится на территории Нерехтского района на границе с Ивановской областью. Самым южным населённым пунктом является деревня Морунина Слобода, самым южным обитаемым населённым пунктом является село Поемичье. Примерные координаты точки — 57°16'25" N, 40°28'13" E.
Крайняя западная точка области также находится на территории Нерехтского района на границе с Ярославской областью. Самым западным населённым пунктом является деревня Лепилово. Примерные координаты точки — 57°23'58" N, 40°23'33" E.
Крайняя восточная точка области находится на территории Октябрьского района на границе с Кировской областью. Самым восточным населённым пунктом является деревня Стариковы, самым восточным обитаемым населённым пунктом является село Ильинское. Примерные координаты точки — 58°55'01" N, 47°38'30" E. Также является самой восточной точкой Центрального федерального округа.

## Областная символика
Официальными геральдическими символами Костромской области являются герб и флаг. Герб введён Законом Костромской области от 28 апреля 2006 года № 13-4-ЗКО «О гербе Костромской области», флаг — законом Костромской области от 28.04.2006 № 14-4-ЗКО «О флаге Костромской области» (решения приняты Костромской областной Думой 20 апреля 2006 года).
В основе символики герба и флага — золотая (жёлтая) ладья, украшенная на носовой части орлиной головой и крыльями, с семью гребцами, с вымпелом на корме, с парусом и флагом с чёрным двуглавым орлом с императорским коронами, скипетром и державой (государственный герб Российской империи времён Александра III). Изображение корабля, в основном, соответствует основному элементу герба Костромской губернии 1878 года.

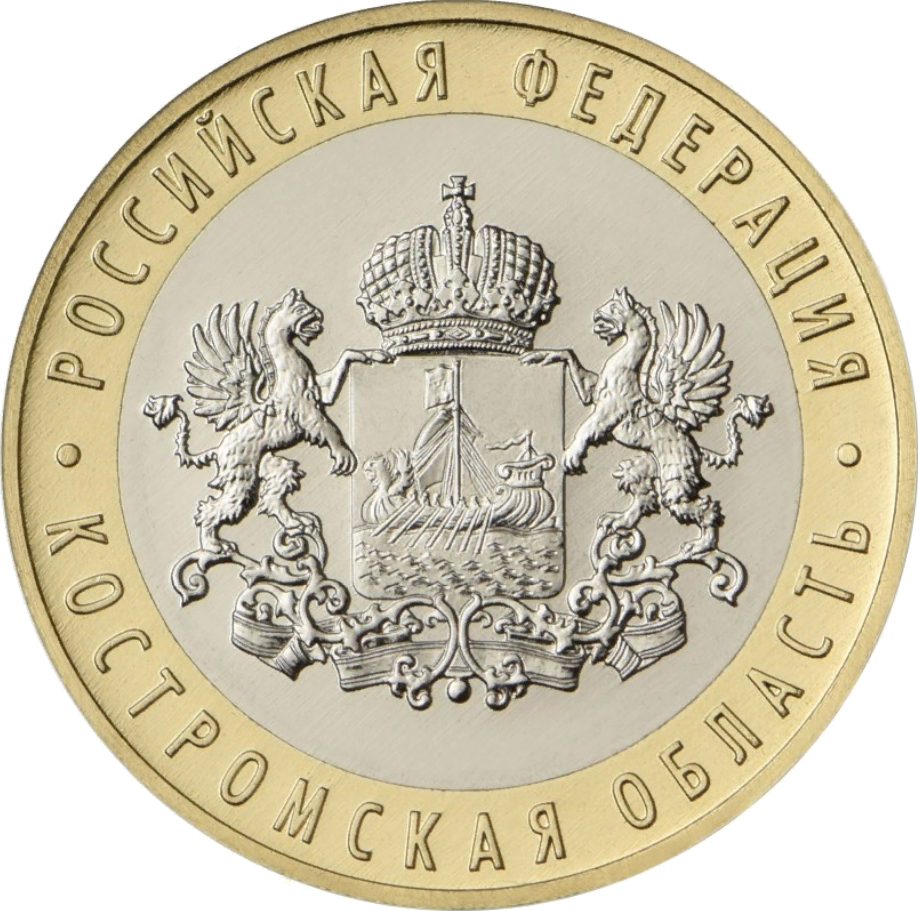
Монета Банка России — 10 рублей, реверс. Серия: Российская Федерация. Костромская область. Сталь плакированная никелем и латунью.

## История
В январе 1929 года после ликвидации губерний территория бывшей Костромской губернии вошла в состав Ивановской промышленной области. Костромская область образована Указом Президиума Верховного Совета СССР «Об образовании Костромской области в составе РСФСР» от 13 августа 1944 года № 801/1 путём выделения из состава Ярославской, Ивановской, Горьковской и Вологодской областей.

## Награды
- Орден Ленина (16 августа 1967) — за успехи, достигнутые трудящимися области в хозяйственном и культурном строительстве.

## Население
Численность населения области по данным Росстата составляет 560 825 человек (2025). Плотность населения — 9,31 чел./км² (2025). Городское население — 
76,06 % (2022).
На территории Костромской области проживает более 114 национальностей, большую часть составляют русские — 96,6 %. Трудоспособное население составляет около 59,8 %, моложе трудоспособного — 15,7 %, старше трудоспособного — 24,5 % (на 1 января 2011) Средний возраст населения — 37,8 года.

## Органы власти

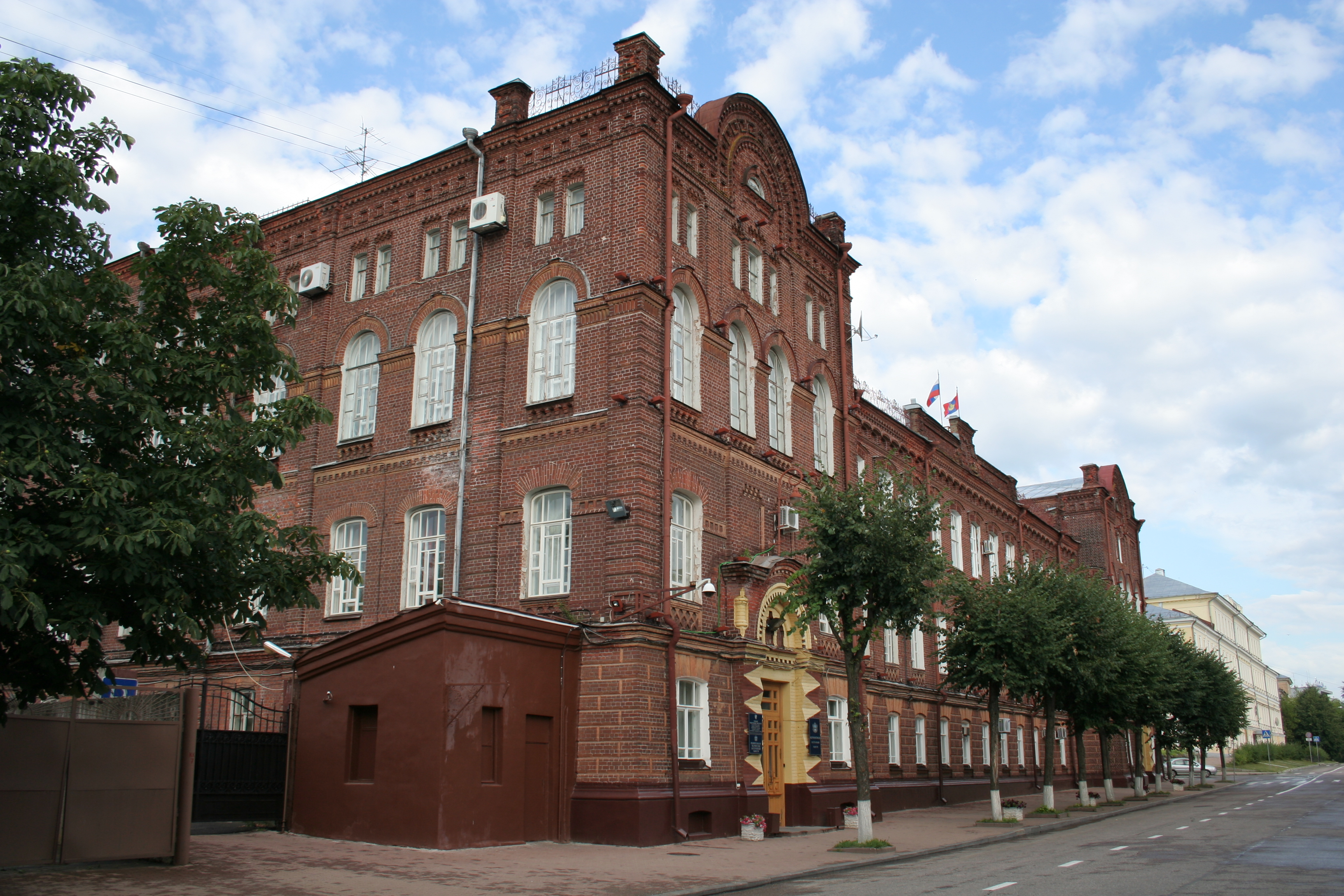
Здание областной администрации в Костроме

Основным законодательным актом, в соответствии с которым функционирует система органов власти области, является Устав Костромской области.
Высшим должностным лицом области является губернатор (глава администрации) Костромской области, который на принципах единоначалия формирует и возглавляет администрацию Костромской области — высший исполнительный орган власти региона. В 1990—1996 главой администрации области был Валерий Петрович Арбузов. После поражения на выборах главы областной администрации в декабре 1996 года В. П. Арбузов возглавил Костромской ликёро-водочный завод.
В декабре 1996 и в декабре 2000 года губернатором (главой администрации) дважды подряд избирался Виктор Андреевич Шершунов. В апреле 2005 года Президент России В. В. Путин предложил его кандидатуру на новый губернаторский срок. 11 мая 2005 года состоялась инаугурация. Рано утром 20 сентября 2007 года В. А. Шершунов погиб в автокатастрофе в Подмосковье. 25 октября 2007 года на должность губернатора Костромской области назначен Слюняев Игорь Николаевич, полномочия которого были прекращены раньше срока. С 13 апреля 2012 года губернатором стал Ситников Сергей Константинович.
Законодательным органом является Костромская областная Дума. В настоящее время она состоит из 35 депутатов. Председателем Думы I и II созывов в 1994—2000 гг. избирался Андрей Иванович Бычков. В 2000 её возглавил Валерий Петрович Ижицкий (КПРФ). По итогам выборов 2005 и 2010 годов в Думу IV и V созывов А. И. Бычков вновь избран её председателем.
10 октября 2010 года состоялись выборы депутатов Костромской областной Думы пятого созыва, в которых приняло участие 228 325 человек, что составляет 40,29 % от числа избирателей, внесённых в списки избирателей. Все областные списки региональных отделений политических партий получили более 7 % голосов избирателей, принявших участие в голосовании, выдвинувшие их региональные отделения политических партий будут представлены в областной Думе.
Наибольшее число голосов избирателей по областному избирательному округу получило Костромское региональное отделение партии «Единая Россия» — 113 962 или 49,94 % от числа избирателей, принявших участие в голосовании, «Коммунистическая партия Российской Федерации» — 44 776 или 19,62 %, «Либерально-демократическая партия России» — 33 043 или 14,48 %, «Справедливая Россия» — 28 912 или 12,67 %.

## Административно-территориальное деление

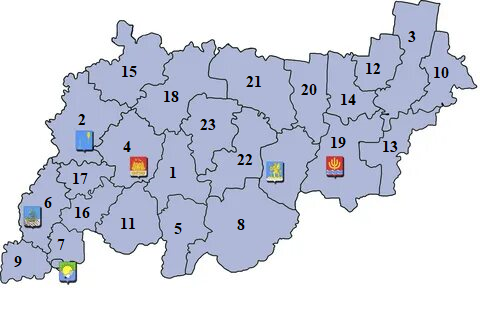
Административная карта Костромской области

Согласно Закону «Об административно-территориальном устройстве Костромской области», субъект РФ включает: 24 района, 8 городов областного значения; 4 города районного значения, 7 городских посёлков (посёлков городского типа); 120 поселений, а также сельские населённые пункты.
В рамках муниципального устройства области, в границах административно-территориальных единиц Костромской области всего образовано 127 муниципальных образований (по состоянию на 1 июля 2022 года):
- 6 городских округов,
- 6 муниципальных округов,
- 17 муниципальных районов, включающих:
  - 9 городских поселений,
  - 89 сельских поселений.

Муниципальные районы, муниципальные и городские округа
| №         | Название                         | Флаг | Герб | Площадь, км² | Население, чел. | Админ. центр         | Население центра |
| --------- | -------------------------------- | ---- | ---- | ------------ | --------------- | -------------------- | ---------------- |
| 1e-06     | Муниципальные районы             |      |      |              |                 |                      |                  |
| 1         | Антроповский район               |      |      | 2 461,60     | ↘5296           | пос. Антропово       | ↘3182            |
| 2         | Буйский район                    |      |      | 3 248        | ↘9035           | г. Буй               | ↘20 564          |
| 3         | Вохомский район                  |      |      | 3 379,12     | ↘6948           | пос. Вохма           | ↘3928            |
| 4         | Галичский район                  |      |      | 2 810,52     | ↘6661           | г. Галич             | ↘12 856          |
| 5         | Кадыйский район                  |      |      | 2 190        | ↘6137           | пгт Кадый            | ↘3102            |
| 6         | Костромской район                |      |      | 2 032,38     | ↘42 407         | г. Кострома          | ↘264 952         |
| 7         | Красносельский район             |      |      | 950          | ↘16 148         | пгт Красное-на-Волге | ↘6950            |
| 8         | Макарьевский район               |      |      | 4 850        | ↗11 393         | г. Макарьев          | ↘5463            |
| 9         | город Нерехта и Нерехтский район |      |      | 1 140        | ↘29 270         | г. Нерехта           | ↘19 977          |
| 10        | Октябрьский район                |      |      | 1 861,89     | ↘3478           | село Боговарово      | ↗2450            |
| 11        | Островский район                 |      |      | 2 446        | ↘9110           | пос. Островское      | ↘4218            |
| 12        | Павинский район                  |      |      | 1 600        | ↘3115           | село Павино          | ↗3067            |
| 13        | Поназыревский район              |      |      | 2 080        | ↗6612           | пгт Поназырево       | ↗4127            |
| 14        | Пыщугский район                  |      |      | 1 918,83     | ↘3484           | село Пыщуг           | ↗3376            |
| 15        | Солигаличский район              |      |      | 3 070        | ↘7937           | г. Солигалич         | ↘5534            |
| 16        | Судиславский район               |      |      | 1 528,15     | ↘11 034         | пгт Судиславль       | ↘4158            |
| 17        | Сусанинский район                |      |      | 1 050        | ↘5714           | пгт Сусанино         | ↘3008            |
| 18        | Чухломский район                 |      |      | 3 660        | ↘8101           | г. Чухлома           | ↘4252            |
| 19        | Шарьинский район                 |      |      | 3 993,56     | ↘7522           | г. Шарья             | ↘20 439          |
| 19.000002 | Муниципальные округа             |      |      |              |                 |                      |                  |
| 20        | Межевской                        |      |      | 2 178        | ↘2995           | село Георгиевское    | ↗2767            |
| 21        | Кологривский                     |      |      | 3 533,41     | ↘4370           | г. Кологрив          | ↘2468            |
| 22        | Нейский                          |      |      | 2 657        | ↘10 401         | г. Нея               | ↘7816            |
| 23        | Парфеньевский                    |      |      | 2 468,78     | ↘4515           | село Парфеньево      | ↗2963            |
| 23.000003 | Городские округа                 |      |      |              |                 |                      |                  |
| 24        | город Кострома                   |      |      | 144,5        | ↘264 952        | г. Кострома          | ↘264 952         |
| 25        | город Буй                        |      |      | 21,2         | ↘20 564         | г. Буй               | ↘20 564          |
| 26        | город Волгореченск               |      |      | 17,83        | ↘14 370         | г. Волгореченск      | ↘14 355          |
| 27        | город Галич                      |      |      | 16,5         | ↘12 856         | г. Галич             | ↘12 856          |
| 28        | город Мантурово                  |      |      | 2 683        | ↘15 889         | г. Мантурово         | ↘15 889          |
| 29        | город Шарья                      |      |      | 44,30        | ↘30 739         | г. Шарья             | ↘20 439          |

### Населенные пункты
Населенные пункты Костромской области с численностью населения свыше 5000 жителей:
- г. Кострома — 267,5 тыс. жителей
- г. Буй — 20,6
- г. Шарья — 20,4
- г. Нерехта — 20,0
- г. Волгореченск — 14,4
- г. Мантурово — 13,0
- г. Галич — 12,9
- пгт Ветлужский — 9,5
- г. Нея — 7,8
- пгт Красное-на-Волге — 7,0
- пос. Караваево — 6,9
- г. Макарьев — 5,5
- г. Солигалич — 5,5

## Экономика
Общий объём валового регионального продукта Костромской области на 2015 год составил 157,7 млрд руб, по этому показателю регион занимает 18 место в ЦФО.
Расположение Костромской области в центре европейской части Российской Федерации является предпосылкой для превращения области в центр, обеспечивающий межрегиональное и международное взаимодействие по ряду аспектов: экономическому, информационному, транспортному, коммуникационному, социальному, культурному и другим. Через её территорию проходят основные железнодорожные (связывающие Москву с Владивостоком), водные и автомобильные магистрали, соединяющие северо-западные направления Российской Федерации.
Костромская область относится к промышленно-аграрным регионам. Традиционной производственной ориентацией Костромской области является лесное и сельское хозяйство, электроэнергетика и машиностроение, текстильная промышленность.

### Промышленность
На территории Костромской области существуют готовые отраслевые территориальные производственные комплексы, имеющие хороший конкурентный потенциал во всероссийском, а по отдельным направлениям — в международном масштабе. К числу таких комплексов относятся: ювелирный центр в с. Красное-на-Волге и Костроме; центр химической промышленности в Буе; машиностроительный комплекс в Костроме, Галиче; судостроительный комплекс в Костроме; мясомолочные комплексы на западе и юге области; лесной и лесоперерабатывающий комплексы на востоке региона. Предприятия области являются лидерами в России по производству нефтегазового и грузоподъёмного оборудования, деталей цилиндро-поршневой группы, элементов микропроцессорной системы управления двигателем, продукции судостроения, пряжи хлопчатобумажной, тканей льняных и полульняных, пиломатериалов, древесноволокнистых (ДВП) и древесностружечных плит (ДСП), фанеры, ламинированных половых и настенных плит.

### Энергетика
По состоянию на начало 2021 года, на территории Костромской области эксплуатировались 4 тепловые электростанций общей мощностью 3815,8 МВт. В 2020 году они произвели 10 356 млн кВт·ч электроэнергии. Особенностью энергетики региона является резкое доминирование одной электростанции — Костромской ГРЭС, на которую приходится более 90 % установленной мощности и выработки электроэнергии.
Костромская область относится к энергоизбыточным территориям Центрального федерального округа. Потребление электроэнергии для собственных нужд Костромской области составляет около четверти от объёма выработанной электроэнергии. Сегодня в области работают четыре тепловые станции: Костромская ГРЭС (государственная районная электростанция) в Волгореченске, ТЭЦ-1 и ТЭЦ-2 (теплоэлектроцентрали) в Костроме и Шарьинская ТЭЦ.
Костромская ГРЭС — одна из крупнейших тепловых станций не только в России, но и в Европе. Здесь впервые в практике мирового энергостроения установлен блок мощностью 1,2 ГВт. После выхода ГРЭС на проектный режим работы суммарная мощность электростанции области увеличилась почти в пять раз и составляет сейчас около 4 ГВт. Костромская ГРЭС считается самой экономичной, так как на единицу затрат топлива вырабатывается больше энергии, чем на аналогичных станциях.
Суммарная мощность всех электростанций области такова, что позволяет не только обеспечивать собственные потребности, но и снабжать электроэнергией соседние регионы: получая 14 % электроэнергии извне, Костромская область поставляет в другие регионы 80 %.
В 1979 году в Буйском районе было начато строительство Костромской АЭС. Проект предусматривал возведение двух реакторов, их тип неоднократно менялся. В 16 км к югу от г. Буя была построена первая очередь посёлка строителей и эксплуатационников Чистые Боры и ряд объектов инфраструктуры. После аварии на Чернобыльской АЭС строительство было приостановлено, а в начале 1990-х годов полностью заморожено. В октябре 2008 года государственная корпорация Росатом приняла решение возобновить строительство на базе недостроенной Костромской АЭС, но в 2011 году проект был отложен на неопределённый срок.

### Транспорт
Принципиальный шаг в развитии области — превращение её в крупный транзитный узел автомобильных дорог. Работа в рыночных условиях, нестабильность финансирования, реструктуризация отрасли стали серьёзным испытанием для костромских дорожников. Но, несмотря на все трудности переходного периода, был сохранён дорожный комплекс области, трудоспособный, деятельный коллектив дорожников, что дало свои положительные результаты. По территории Костромской области проходят федеральные автодороги Р243 и Р132, имеющие выход в Кировскую, Ярославскую, Ивановскую области. По автодорогам 34Р-10 и А123 имеется выход на Родину Деда Мороза в Вологодскую область, а также в Архангельскую область и Республику Коми. Продолжается строительство транспортного коридора межрегионального значения «Санкт-Петербург — Екатеринбург», со вводом в эксплуатацию которого будет обеспечен выход на Санкт-Петербург и западноевропейские транспортные коммуникации.
Узкоколейная железная дорога Бельниковского торфопредприятия находится в посёлке Номжа Нейского района.
Газификация Костромской области имеет глобальное значение в развитии области и носит важнейший социальный и производственный характер. Главная задача на современном этапе — строительство магистрального газопровода «Буй — Шарья».

### Сельское хозяйство
На 1 января 2021 года численность сельского населения 169.360 человек, около 27 % населения Костромской области.
Агропромышленный комплекс области концентрируется в основном на юго-западе области. На долю традиционных лидеров области — Костромского и Галичского районов приходится около 60 % в общем объёме реализованной сельхозпродукции. Климатические и природно-географические условия способствуют развитию традиционных отраслей сельского хозяйства, в первую очередь мясного и молочного животноводства, растениеводства технических и промышленных культур.
Животноводство
Порода «Костромская» — это первая советская порода крупного рогатого скота, которая утверждена в 1944 году приказом № 1121 по Народному комиссариату земледелия Союза ССР.
В СССР шесть работниц племенного совхоза «Караваево» Костромского района — были дважды удостоены звания Герой Социалистического Труда.
По состоянию на 1 ноября 2021 года средняя молочная продуктивность в сельхозорганизациях 5177 кг молока на одну корову. Всего за десять месяцев 2021 года сельскохозяйственными организациями и крестьянскими (фермерскими) хозяйствами произведено 79 тыс. тонн молока, из них 50,5 % произвели 10 сельхозтоваропроизводителей.
На 1 января 2021 года в хозяйствах всех категорий насчитывалось 47,8 тыс. (-4,6 %) голов крупного рогатого скота, из них коров 21,5 тыс. (-0,5 %) голов , 35,1 тыс. (+7,1 %) свиней, 11,9 тыс. (-10,6 %) овец и коз, 0,3 тыс. (-5,2 %) лошадей.
Растениеводство
В 2021 году в Костромской области сравнили урожайность отечественных и зарубежных сортов картофеля — было высажено 34 сорта зарубежной селекции и 50 сортов отечественной селекции картофеля.
В 2021 году валовый сбор зерновых и зернобобовых культур составил 43,5 тыс. тонн зерна в бункерном весе, урожайность 14,9 ц/га. Наиболее высокие показатели урожайности в Костромском — 29,7 ц/га, Галичском — 18,2 ц/га, Буйском — 15,3 ц/га районах, в Нерехтском районе — 13 ц/га. Было убрано 37,3 тыс. га зерновых культур и зернобобовых культур, из них на кормовые цели — 7,6 тыс. га, на зерно — 29,1 тыс. га.
В 2021 году в сельхозорганизациях с площади 1400 га собрано 31,9 тыс. тонн картофеля. Картофель выращивают в 12 районах. Лидеры по сбору хозяйства Костромского района: ООО «Мечта» с 290 га собрано 9,9 тыс. тонн; ООО «Костромской картофель» с 120 га собрано 3,7 тыс. тонн; ООО «Минское» с 83 га 2,5 тыс. тонн.
Лидеры по урожайности картофеля хозяйства Костромского района средняя урожайность 256,2 ц/га, Красносельского района 209 ц/га и Нерехтского района 175,1 ц/га.
В 2021 году в сельхозорганизациях с площади 368 га собрано 8,2 тыс. тонн овощей, из них: капусты — 3,7 тыс. тонн; моркови — 2,4 тыс. тонн; свёклы — 2,0 тыс. тонн; прочих — 0,2 тыс. тонн. Средняя урожайность — 223,8 ц/га. Высокая урожайность в ООО «Мечта» — 333,3 ц/га (Костромской район), КФХ Ершова Ю. С. — 200 ц/га (Нерехтский район), ЗАО учхоз «Боровиковское» — 200 ц/га, ИП Николаева Л. В. — 200 ц/га и ИП Яковлев Д. Е. — 162 ц/га (Красносельский район). Лидер по объёму Костромской район 5,8 тыс. тонн, в Красносельском районе 1,2 тыс. тонн, Буйском районе 0,8 тыс. тонн и Нерехтском районе 0,4 тыс. тонн.
В 2021 году собрали 83 тонны ягод: клюквы, жимолости, малины, земляники и голубики, что составляет 104 % к уровню 2020 года. Основными производителями ягодной продукции являются ООО «Кремь», ИП К(Ф)Х Царёва Д. А., ИП К(Ф)Х Рахимов Н. М. и ИП К(Ф)Х Воронов М. А., являющиеся представителями Костромского, Судиславского и Буйского районов. ООО «Кремь» в Костромском районе собрали более 25 тонн клюквы. В Буйском районе с площади 10,8 га собрали 46,7 тонн садовой земляники — фермер получил грант на развитие семейной фермы и купил технику и оборудование для обработки почвы. Бизнесмен из Костромского района на средства господдержки «Агростартап» оборудовал для выращивания земляники в своём хозяйстве теплицу. Кроме того по инициативе губернатора, производящим плоды и ягоды субсидируется посадка многолетних насаждений, затраты на техмодернизацию, строительство хранилищ и введение земель в оборот. Именно благодаря такой поддержке фермер в Судиславском районе на площади 12,5 гектаров выращивает жимолость, ещё гектар занят малиной. В 2022 году фермер планирует собрать 37,5 центнеров и 4 центнера ягод соответственно.
Посевные площади основных сельскохозяйственных культур под урожай 2020 года: Кормовые культуры 134,0 тыс. га, зерновые 39,5 тыс. га, картофель 5,0 тыс. га, технические культуры 2,0 тыс. га.
Валовый сбор зерновых и зернобобовых культур в 2020 году составил 47,6 тыс. тонн зерна, из них пшеница 14,2 тыс. тонн, ячмень 10,9 тыс. тонн. Средняя урожайность составила 16,6 ц/га.
| Тыс. га | 771 | 661,7 | 575,7 | 462,7 | 328,8 | 207,1 | 192,0 | 182,1 |

### Газификация
В настоящее время на территории области ОАО «Газпром» реализует программу газификации, которая рассчитана до 2028 года, общий объём программы за счёт всех источников превысит 177 млрд $. Природный газ поступает в область по газопроводам: Горький — Череповец, Грязовец — кольцевой газопровод Московской области. Сейчас природным газом обеспечены города Кострома, Нерехта, Волгореченск, Буй, Галич, а также Костромской, Нерехтский, Буйский, Красносельский, Сусанинский, Галичский и Судиславский муниципальные районы.

### Лесопромышленный комплекс
Одним из ведущих и перспективных в экономике Костромской области является лесопромышленный комплекс.
Площадь лесов Костромской области составляет 4,7 млн га. из них на землях лесного фонда 4,6 млн га. лесистость области 74,2 %. Общий запас древесины составляет 726 млн м³.
Государственный лесной реестр по состоянию на 1 января 2012 года приводит следующие данные по Костромской области: всего лесов — 4632,4 тыс. га, из них покрытых лесной растительностью — 4397,0 тыс.га. Защитные леса — 638,8 тыс.га. Эксплуатационные леса — 3993,6 тыс. га. Средний запас насаждений на 1 га покрытых лесной растительностью земель составляет 163 м³, в том числе в хвойных — 169 м³, в мягколиственных — 158 м³.
Стратегическим направлением развития лесного комплекса области является развитие мощностей по глубокой переработке древесины с целью использования низкосортной и лиственной древесины, а также вторичного древесного сырья (древесных отходов).
В общей структуре промышленного производства региона продукция комплекса занимает второе место после электроэнергетики. Повышение эффективности в данном секторе происходит за счёт реализации, по сути, кластерного подхода к развитию деревообработки (Шарьинский и Мантуровский районы области), включая развитие производств по варке целлюлозы из мягкой древесины, плит МДФ и OSB, интенсификацию использования и воспроизводства лесов, строительство дорог, в том числе лесовозных.
Лесопромышленная группа товаров формирует около 70 % объёма экспортируемой продукции региона. В области уже давно состоялся переход от вывоза круглого леса к экспорту обработанной древесины и готовых изделий из неё. В настоящее время на экспорт поставляется высококачественная фанера, плиты ДСП и ДВП, мебель и мебельные заготовки, шпон. Продукция региональных предприятий преимущественно экспортируется в страны дальнего зарубежья.
В целях развития производства предприятия лесопромышленного комплекса продолжают работать над реализацией инвестиционных проектов, над расширением ассортимента выпускаемой продукции.

### Кредитные рейтинги
Рейтинговое агентство АКРА в 2017 году присвоило Костромской области рейтинговую оценку BBB-(RU) со стабильным прогнозом. Рейтинг ежегодно подтверждался, в 2021 году был повышен до BBB(RU), в 2022 - до BBB+(RU), в 2025 - до A-(RU).

## Внешнеэкономическая деятельность
Динамично развиваясь, Костромская область использует все возможности наладить и улучшить взаимовыгодные отношения с другими регионами страны и зарубежными партнёрами.
В 2011 году внешнеторговый оборот составил 595,6 млн $, на 21,2 % превысив уровень соответствующего периода прошлого года), в том числе экспорт — 208,9 млн $ (на 15,2 %), импорт — 386,7 млн $ (на 24,7 %). Сальдо торгового баланса сложилось отрицательное — 177,8 млн $.
В текущем году отмечается снижение внешнеторгового оборота. За январь — июнь 2012 года он составил 257,4 млн $, что на 7 % ниже соответствующего периода прошлого года, в том числе экспорт — 98,1 млн $ (снижение на 6,1 %), импорт — 159,3 млн $ (снижение на 7,5 %). Сальдо торгового баланса сложилось отрицательное — 61,2 млн $.
Внешнеэкономическая деятельность предприятий и организаций области осуществляется с 66 странами, в числе которых 9 — страны СНГ и 57 — страна Дальнего зарубежья. Основными партнёрами Костромской области являются: Нидерланды, Казахстан, Ирландия, Китай, Германия, Украина, Италия, Узбекистан, Чехия, Латвия, Турция, США, Польша, Великобритания, Франция, Египет.
Основу экспорта области составляет лесопромышленная группа товаров, более 70 %. Крупнейшими экспортёрами являются ОАО «Фанплит», ОАО «Мантуровский фанерный комбинат», ОАО «Кроностар». В структуре экспорта металлы и изделий из них составляют 8,9 %, льняные ткани — 1,8 %, занавеси — 2,2 %.
В структуре импорта преобладают медицинские препараты (более 50 %), машины и оборудование (около 30 %). Крупнейшие участники внешнеэкономической деятельности по импортным операциям являются ЗАО «Астеллас фарма», ЗАО «Костромской завод автокомпонентов», ЗАО «Межрегионторгинвест».

## Социальная сфера

### Образование
Большая часть учреждений высшего и среднего профессионального образования находятся в городе Костроме: три государственных гражданских вуза, военная академия, духовная семинария, филиалы и представительства государственных и негосударственных вузов, 8 средних профессиональных учебных заведений. В районных центрах действуют: сельскохозяйственный техникум и училище искусств в Буе, аграрный техникум, индустриальный колледж, педагогический колледж в Галиче, политехнический техникум и медицинское училище в городе Нерехте, аграрный техникум, медицинский колледж, педагогический колледж, политехнический техникум в Шарье, а также учреждения начального профессионального образования (лицеи и училища).
Костромская область с 1 апреля 2010 года участвует в проведении эксперимента по преподаванию курса «Основы религиозных культур и светской этики» (включает «Основы православной культуры», «Основы исламской культуры», «Основы буддийской культуры», «Основы иудейской культуры», «Основы мировых религиозных культур», и «Основы светской этики»).Ежегодно с 2009 г. проходит молодёжный образовательный форум «Патриот». В летнее время палаточный городок раскидывается на берегу Волги в 40 км Костромы, зимние смены проводятся на базе отдыха «Лунёво».

### Уровень жизни населения
За 2011 год реальные денежные доходы населения области выросли по сравнению с 2010 годом на 2,7 %. Денежные доходы в среднем на душу населения составили 14628,9 рубля, превысив уровень 2010 года на 12,2 %.
В январе — июне 2012 года реальные денежные доходы населения области по сравнению с аналогичным периодом прошлого года выросли на 9,5 %. Денежные доходы в среднем на душу населения составили 15 183 рубля, что на 13,8 % выше соответствующего периода 2011 года.
Благодаря принимаемым решениям по повышению заработной платы работникам бюджетной сфер, активизации реального сектора экономики, номинальная начисленная среднемесячная заработная плата в 2011 году в Костромской области увеличилась по сравнению с 2010 годом на 10,1 % и составила 14 890,5 рубля, в январе — мае 2012 года — на 14,1 % к соответствующему периоду прошлого года и составила 16 143,1 рубля.
Численность зарегистрированных безработных граждан на 1 января 2012 года составляет 4012 человек, уровень регистрируемой безработицы 1,1 %, коэффициент напряжённости на рынке труда области — 1,0 человек в расчёте на одну заявленную в службу занятости населения вакансию.
За январь — июнь 2012 года численность зарегистрированных безработных граждан сократилась на 254 человека и на 1 июля 2012 составила 3758 человек. Уровень регистрируемой безработицы составил 1,03 %. Коэффициент напряжённости на рынке труда области по состоянию на 1 июля 2012 года составил 0,5 человека в расчёте на одну заявленную в службу занятости населения вакансию, что на 0,5 процентных пункта меньше, чем на начало года.

### Здравоохранение
Медицинская помощь населению Костромской области оказывается сетью учреждений здравоохранения трёх уровней: районном, межрайонном и региональном.
С 1 января 2012 года в области созданы 5 медицинских округов для оказания медицинской помощи населению на межрайонном (специализированном межмуниципальном) уровне.
В структуру сети входят 67 учреждений здравоохранения, из них 2 учреждения федерального подчинения (ФГУЗ «Костромская психиатрическая больница специального типа с интенсивным наблюдением Минздрава РФ», ФГУЗ «Дезинфекционная станция в г. Костроме»).
Существующая система оказания медицинской помощи в Костромской области включает в себя 4 этапа:
- 1-й этап доврачебный — оказывают 330 ФАП и ФП, которые развёрнуты в 24 муниципальных образованиях;
- 2-й этап — первичная врачебная амбулаторно-поликлиническая помощь, оказываемая 83 поликлиническими подразделениями учреждений здравоохранения;
- 3-й этап — первичная стационарная медицинская помощь оказывается 33 больничными медицинскими учреждениями (из них: окружных — 5, городских — 3, районных — 19, участковых больниц — 5, родильный дом — 1);
- 4-й этап — специализированная медицинская помощь оказывается 25 областными государственными учреждениями здравоохранения.

По итогам 2011 года в области работает 15 кабинетов врачей общей практики. Для оказания экстренной и неотложной медицинской помощи населению функционирует станция скорой и неотложной медицинской помощи в г. Костроме и 23 отделения районных и городских больниц. Санитарно-авиационная медицинская помощь оказывается отделением санитарной авиации ОГБУЗ «Костромская областная больница». С 2010 года проводится диспансеризация детей-сирот и детей, находящихся в трудной жизненной ситуации в стационарных условиях. В области работают 3 Центра здоровья, один из них детский.

### Социальная защита населения, опека и попечительство
В области сформирована система социальной защиты населения, опеки и попечительства. В неё входит: департамент социальной защиты населения, опеки и попечительства Костромской области, 9 территориальных органов, 26 комплексных центров социального обслуживания населения, 15 социально-реабилитационных центров для несовершеннолетних, 7 детских домов, 2 загородных оздоровительных центра отдыха и оздоровления детей, 12 домов-интернатов, областной реабилитационный центр для детей и подростков с ограниченными возможностями «Лесная сказка», Романовский реабилитационный центр инвалидов Костромской области, Костромской областной Центр помощи семье и детям ОГКУ «Центр социальных выплат». В общем объёме расходов областного бюджета на 2012 год расходы на социальную защиту составит 18,3 %.

### Демография
Принимаемые меры по стимулированию рождаемости, профилактике и лечению заболеваний, совершенствованию системы охраны здоровья, материнства и детства, укреплению материально-технической базы лечебно-профилактических учреждений области способствуют замедлению темпов естественной убыли населения Костромской области. Костромская область сохраняет лидирующие позиции в Центральном федеральном округе по рождаемости. В 2011 году коэффициент рождаемости составил 12,3 родившихся на 1000 населения (январь-май 2012 года — 12,4), коэффициент смертности составил 16,6 промилле (январь-май 2012 года — 16,7).

## Известные люди

### В области родились
- Кресс Виктор Мельхиорович (род. 1948) — российский политик, губернатор Томской области (1991—2012), член Совета Федерации (с 2012).
- Олюнина Алевтина Сергеевна (род. 1942) — советская лыжница, олимпийская чемпионка (1972), 2-кратная чемпионка мира, 9-кратная чемпионка СССР, заслуженный мастер спорта СССР (1970)
- Смирнов Дмитрий Иванович (1901—1975) — советский военный деятель, Генерал-лейтенант (1945 год). Герой Советского Союза.
- Шанцев Валерий Павлинович (род. 1947) — российский политик, губернатор Нижегородской области, бывший вице-мэр Москвы (1996—2005).
- Ярцев Георгий Александрович (1948 - 2022) — советский футболист, советский и российский футбольный тренер.
- Снегурочка - внучка Деда Мороза, помогает развозить подарки.